# Can Vernis
Can Vernis és una masia habilitada com a restaurant de la Cellera de Ter (Selva) inclosa a l'Inventari del Patrimoni Arquitectònic de Catalunya.

## Descripció
Edifici aïllat de tres plantes i coberta de doble vessant cap als laterals.
Les seves obertures són totes de pedra sorrenca de nova factura i responen a una tipologia similar. A excepció de les finestres d'arc de mig punt del segon pis, les altres tenen les llindes horitzontals i monolítiques i motllures als muntants, a la base de la llinda i als ampits de manera més complexa. Els muntants estan tots disposats en forma dentada o emmerletada.
La planta baixa consta de tres obertures, una porta, una finestra i una finestreta.
El primer pis té tres finestres idèntiques de mida mitjana. Destaca la disposició d'un rellotge de sol conformat de números de ferro clavats a la façana i la corresponent vara, així com el nom del restaurant.
El segon pis té dues obertures d'arc de mig punt i una finestra rectangular similar a les del primer pis.

## Història
La casa està formada per quatre estructures, dues de les quals es poden qualificar d'originals. Són les que actualment tenen la pedra vista, encara que la part de la dreta és també una ampliació anterior al segle xix.
Es pot considerar, com feia Ramon Ripoll i Masferrer el 1983, que es tracta d'una masia arquetípica amb una intervenció “super-restauradora”, “on l'element anecdòtic s'ha volgut portar a un perfeccionisme exagerat. El resultat és el que podríem anomenar una masia de cartró-pedra”.